# II. Pedubaszt
II. Pedubaszt (uralkodói nevén Szehotepibenré) az ókori egyiptomi XXII. vagy XXIII. dinasztia egyik uralkodója volt. Több olyan kőtömbön, melyen titulatúrája szerepel, Tanisz királyaként említik, vagy legalábbis helyi, deltabeli uralkodóként, aki ezt a várost is uralta.
Nem minden királylista említi. Aidan Dodson és Dyan Hilton 2004-es könyve, a The Complete Royal Families of Ancient Egypt szerint talán V. Sesonk fia és utóda. I. e. 743-733 közt uralkodhatott, V. Sesonk és IV. Oszorkon között.
Jürgen von Beckerath Piye uralkodásának éveire helyezi II. Pedubasztot, a XXIII. dinasztiához sorolja és úgy véli, i. e. 736–731 között uralkodott. II. Pedubaszt uralkodásának pontos hossza bizonytalan. Lehet, hogy II. Juputnak, Athribisz nomoszkormányzójának a fia volt, mert Piye királylistáján IV. Oszorkon mellett egy Athribisz hercegének nevezett Pedubaszt szerepel. Kenneth Kitchen szerint azonban az Assur-bán-apli vezette asszír invázió idején élt, az i. e. 660-as évek közepén.

## Fordítás
- Ez a szócikk részben vagy egészben  a   Pedubast II című angol Wikipédia-szócikk ezen változatának fordításán alapul.  Az eredeti cikk szerkesztőit annak laptörténete sorolja fel. Ez a jelzés csupán a megfogalmazás eredetét és a szerzői jogokat jelzi, nem szolgál a cikkben szereplő információk forrásmegjelöléseként.